# Euryops polytrichoides
Euryops polytrichoides là một loài thực vật có hoa trong họ Cúc. Loài này được (Harv.) B.Nord. mô tả khoa học đầu tiên năm 1968.